# Dagoberto Moll
Dagoberto Moll (* 22. Juli 1927 in Montevideo) ist ein ehemaliger uruguayischer Fußballspieler, der vorwiegend im offensiven Mittelfeld und im Angriff agierte. Nach seiner aktiven Laufbahn war er als Fußballtrainer tätig.

## Laufbahn

### Spieler
Moll begann seine aktive Laufbahn bei seinem Heimatverein CS Miramar, bei dem ihm der Sprung in die Nationalmannschaft gelang, für die er 1949 sechs Einsätze absolvierte und zwei Treffer erzielte. Spanische Talentscouts wurden schnell auf seine fußballerischen Qualitäten aufmerksam und so unterschrieb Moll noch im selben Jahr einen Vertrag bei Deportivo La Coruña, für die er in den nächsten fünf Jahren 121 Einsätze absolvierte und 33 Tore erzielte. In der Saison 1954/55 spielte er beim FC Barcelona, mit dem er Vizemeister hinter Real Madrid wurde. Anschließend wechselte Moll zum Zweitligisten España Industrial, mit dem ihm der Aufstieg in die Primera División gelang, wo die Mannschaft unter ihrer neuen Bezeichnung Club Deportivo Condal in der Saison 1956/57 antrat. Anschließend verbrachte Moll jeweils eine Spielzeit bei Celta Vigo, erneut bei Deportivo La Coruña und beim FC Elche, bevor er seine aktive Laufbahn als Spielertrainer bei Albacete Balompié beendete. 

### Trainer
Nachdem Moll bei Albacete Balompié bereits erste Erfahrungen als Trainer sammeln konnte, war er nach Beendigung seiner aktiven Laufbahn noch rund 20 Jahre als Trainer verschiedener Vereine in Spanien und Mexiko tätig. Im „Land der Azteken“ stieg er – in gemeinsamer Verantwortung mit dem mexikanischen Trainer Carlos Iturralde Rivero – am Ende der Saison 1975/76 mit dem Traditionsverein CF Atlante aus der höchsten Spielklasse ab.